# Grande Prêmio da África do Sul de 1967
Resultados do Grande Prêmio da África do Sul de Fórmula 1 realizado em Kyalami em 2 de janeiro de 1967. Primeira etapa da temporada, nela Pedro Rodríguez, da Cooper-Maserati, tornou-se o primeiro mexicano a vencer na história da categoria e assinalou também o décimo sexto e último triunfo de sua equipe.

## Classificação da prova
| Pos. | Nº | Piloto          | Construtor      | Voltas | Tempo/Diferença        | Grid | Pontos |
| ---- | -- | --------------- | --------------- | ------ | ---------------------- | ---- | ------ |
| 1    | 4  | Pedro Rodríguez | Cooper-Maserati | 80     | 2:05:45.9              | 4    | 9      |
| 2    | 17 | John Love       | Cooper-Climax   | 80     | + 26.4                 | 5    | 6      |
| 3    | 11 | John Surtees    | Honda           | 79     | + 1 volta              | 6    | 4      |
| 4    | 2  | Denny Hulme     | Brabham-Repco   | 78     | + 2 voltas             | 2    | 3      |
| 5    | 14 | Bob Anderson    | Brabham-Climax  | 78     | + 2 voltas             | 10   | 2      |
| 6    | 1  | Jack Brabham    | Brabham-Repco   | 76     | + 4 voltas             | 1    | 1      |
| NC   | 19 | Dave Charlton   | Brabham-Climax  | 63     | + 17 voltas            | 8    |        |
| NC   | 20 | Luki Botha      | Brabham-Climax  | 60     | + 20 voltas            | 17   |        |
| Ret  | 18 | Sam Tingle      | LDS-Climax      | 56     | Acidente               | 14   |        |
| Ret  | 16 | Piers Courage   | Lotus-BRM       | 51     | Sistema de combustível | 18   |        |
| Ret  | 9  | Dan Gurney      | Eagle-Climax    | 44     | Suspensão              | 11   |        |
| Ret  | 12 | Jo Siffert      | Cooper-Maserati | 41     | Motor                  | 16   |        |
| Ret  | 3  | Jochen Rindt    | Cooper-Maserati | 38     | Motor                  | 7    |        |
| Ret  | 6  | Mike Spence     | BRM             | 31     | Vazamento de óleo      | 13   |        |
| Ret  | 15 | Jo Bonnier      | Cooper-Maserati | 30     | Motor                  | 12   |        |
| Ret  | 7  | Jim Clark       | Lotus-BRM       | 22     | Motor                  | 3    |        |
| Ret  | 8  | Graham Hill     | Lotus-BRM       | 6      | Acidente               | 15   |        |
| Ret  | 5  | Jackie Stewart  | BRM             | 2      | Motor                  | 9    |        |

## Tabela do campeonato após a corrida
| Pos. | Piloto          | Pontos |
| ---- | --------------- | ------ |
| 1    | Pedro Rodríguez | 9      |
| 2    | John Love       | 6      |
| 3    | John Surtees    | 4      |
| 4    | Denny Hulme     | 3      |
| 5    | Bob Anderson    | 2      |

| Pos. | Construtor      | Pontos |
| ---- | --------------- | ------ |
| 1    | Cooper-Maserati | 9      |
| 2    | Cooper-Climax   | 6      |
| 3    | Honda           | 4      |
| 4    | Brabham-Repco   | 3      |
| 5    | Brabham-Climax  | 2      |

- Nota: Somente as primeiras cinco posições estão listadas. Cada piloto computaria cinco de seis resultados na primeira metade do campeonato e quatro de cinco na segunda metade. Neste ponto esclarecemos: na tabela dos construtores figurava somente o melhor colocado dentre os carros de um time.